# Meishan (berg i Kina)
Meishan är ett berg i Kina. Det ligger i provinsen Zhejiang, i den östra delen av landet, omkring 45 kilometer sydost om provinshuvudstaden Hangzhou. Toppen på Meishan är 67 meter över havet, eller 58 meter över den omgivande terrängen. Bredden vid basen är 1,6 km.
Runt Meishan är det mycket tätbefolkat, med 2 181 invånare per kvadratkilometer. Närmaste större samhälle är Shaoxing, 6,5 km söder om Meishan. Trakten runt Meishan består till största delen av jordbruksmark.
Genomsnittlig årsnederbörd är 1 912 millimeter. Den regnigaste månaden är juni, med i genomsnitt 316 mm nederbörd, och den torraste är november, med 74 mm nederbörd.